# キユーピーラジオクッキング
『キユーピーラジオクッキング』は、CBCラジオで放送されているラジオ料理番組である。放送開始は1977年4月4日。2012年で放送開始35周年を迎えた長寿番組である。キユーピーの一社提供番組。放送時間は 平日 10:40 - 10:48（JST）。

## 概要
いわゆる、『キユーピー3分クッキング』（CBCテレビ制作、JNN系列13局ネット）のラジオ版である。
当初は平日朝10時台に単独のミニ番組として放送されていたが、1993年秋に「つボイノリオの聞けば聞くほど」がスタートして以降は同番組に内包される形で放送されている。年末年始の特別編成時も特別番組内に内包され同じ時間に放送されるが1月1日はニューイヤー駅伝、1月2日、3日は箱根駅伝中継のため夕方に単独のミニ番組として放送される。
原則として一つの食材・テーマに沿った料理の調理法を1週間に渡って紹介する。ただし、テレビ版の「3分クッキング」とは異なり調理場のセットなどは一切なく、通常のラジオスタジオでの宮本と小高のトークで番組は進行している。
当番組の収録は2週間に1度まとめて行われる。小高が「聞けば聞くほど」を夏期休暇等で休んでいる時も当番組には通常通り出演する（例外として、2016年2月 - 3月に体調不良により休んだ際には、ピンチヒッターとして渡辺美香が担当した）。

## 出演者
現在
- 宮本和秀（宮本クッキングスクール主宰） - 1980年よりテレビ版の講師も担当。
- 小高直子（CBCアナウンサー）

過去
- 斎藤悠子（CBCアナウンサー（当時））

斎藤は番組開始以来「聞けば聞くほど」に内包された後も含め一貫して当番組を担当していたが、高齢で勇退。「聞けば聞くほど」のアシスタントである小高が番組を引き継いで現在に至っている。